# 71-415
71-415 — российский четырёхосный трамвайный вагон с низким уровнем пола по всей площади салона, выпускаемый предприятием «Уралтрансмаш».
71-415 был анонсирован ещё в 2017 году. Вагон должны были официально представить на выставке Иннопром-2017 в Екатеринбурге, но изготовитель отложил презентацию. Его представили публике на выставке Иннопром-2018 вместе с вагоном 71-412. В конце ноября 2018 года вагон был отправлен в Западное трамвайное депо Екатеринбурга для прохождения испытаний.
71-415 — это первый четырёхосный вагон «Уралтрансмаша» на поворотных тележках и низким уровнем пола по всей площади салона. Специально для данной модели трамвая была разработана поворотная тележка с двойным рессорным подвешиванием, аналогов которой не существует. Благодаря ей появился широкий проход в салоне вагона без выступов и сужений, обеспечивается более плавный ход. Более чем на 70% состоит из материалов и комплектующих отечественного производства. На выставке Иннопром-2018 вагон был представлен с ножным командоаппаратом, но по требованию заказчика может поставляться и с ручным.
В декабре 2018 года вагон получил сертификат соответствия (выдаётся Министерством транспорта РФ) и был принят в серийное производство. В 2018 году предприятие начало разработку конструкторской документации на вагон 71-418, в основе которого будут лежать конструктивные наработки для 71-415.
24 ноября 2020 в депо «Новая Кушва» Нижнего Тагила поступил первый из трех трамваев 71-415, а 17 декабря 2020 — началась регулярная эксплуатация на 15 маршруте, затем на 3 маршруте. Планировалась поставка 11 вагонов для линии из Екатеринбурга в Верхнюю Пышму, однако вместо них были заказаны трамваи 71-911ЕМ.

## 71-415Р

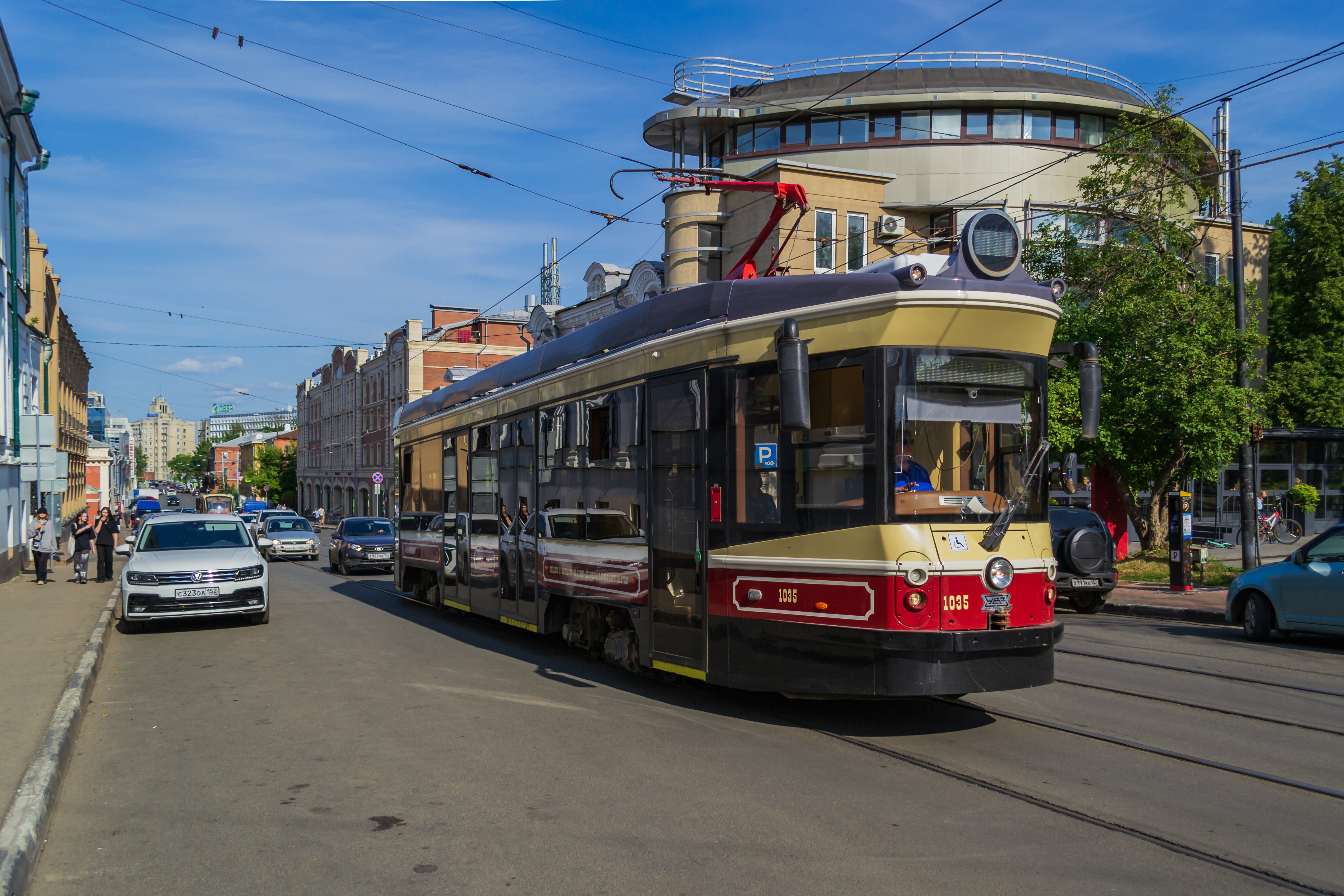
Трамвайный вагон 71-415Р

Модификация 71-415Р отличается экстерьером и интерьером, выполненными в ретро-стиле. В задней части вагона расположено колесо, имитирующее стоп-кран старинных трамваев. В районе места кондуктора находится трос, при опускании которого срабатывает механический звонок в кабине водителя, сигнализирующий о необходимости остановки. В данной модификации установлен электродвигатель ЭДБТ1. Интерьеры салона выполнены из дерева. Во время поездки аудиогид рассказывает об истории мест, мимо которых проезжает трамвай.
В 2021 году, к празднованию 800-летия Нижнего Новгорода, были заказаны 11 вагонов 71-415Р, они поступили с июля по декабрь 2021 года и вышли на городской маршрут № 2. Один из вагонов в начале 2021 года проходил обкатку в Екатеринбурге. Также планировалась закупка пяти ретро-вагонов для Уфы. В августе 2022 года два вагона получил Нижний Тагил.

## Эксплуатация
| Государство | Город           | Система                 | Тип     | Годы производства | Количество | Парковая нумерация | Комментарий        | Примечания                     |
| ----------- | --------------- | ----------------------- | ------- | ----------------- | ---------- | ------------------ | ------------------ | ------------------------------ |
| Россия      | Нижний Тагил    | Нижнетагильский трамвай | 71-415  | 2020              | 3          | 201-203            |                    | маршруты № 3 и 15              |
| Россия      | Нижний Новгород | Нижегородский трамвай   | 71-415Р | 2021              | 11         | 1029-1039          |                    | маршрут № 2                    |
| Россия      | Нижний Тагил    | Нижнетагильский трамвай | 71-415Р | 2022              | 2          |                    |                    | экскурсионный                  |
| Россия      | Коломна         | Коломенский трамвай     | 71-415  | 2020              | ?          | ?                  | проходил испытания | настоящее состояние неизвестно |